# Saskia Clark
Saskia Clark, född den 23 augusti 1979 i Colchester i Storbritannien, är en brittisk seglare.
Hon tog OS-silver i 470 i samband med de olympiska seglingstävlingarna 2012 i London.
Vid de olympiska seglingstävlingarna 2016 i Rio de Janeiro tog Clark en guldmedalj i 470 tillsammans med Hannah Mills.